# Virgil Thomson

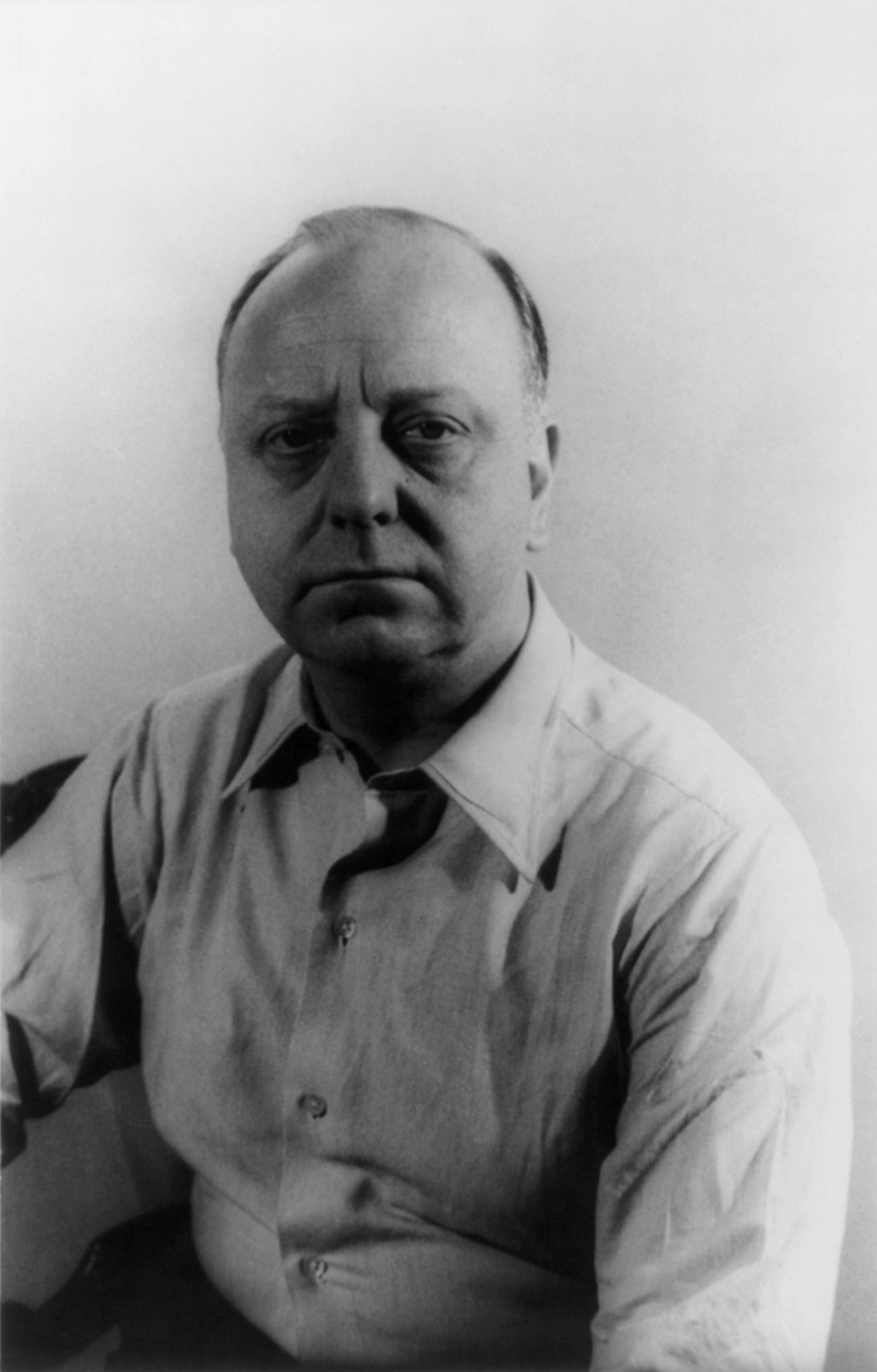
Virgil Thomson, Aufnahme von Carl van Vechten, 1947

Virgil Garnett Thomson (* 25. November 1896 in Kansas City, Missouri; † 30. September 1989 in New York) war ein US-amerikanischer Komponist.

## Leben
Thomson studierte ab 1919 an der Harvard University und 1921/22 bei Nadia Boulanger in Paris. Dort kam er unter anderem mit der Groupe des Six, Pablo Picasso und Gertrude Stein in Kontakt. 1925 bis 1940 lebte Thomson – zuvor zeitweilig wieder in die USA zurückgekehrt – ganz in Paris. 1940 ließ er sich in New York nieder. Von 1940 bis 1954 schrieb er als Musikkritiker für die New York Herald Tribune. Er verfasste auch mehrere Bücher, darunter eine Autobiographie. 1948 wurde er in die American Academy of Arts and Letters und 1958 in die American Academy of Arts and Sciences gewählt.

## Werk und Auszeichnungen

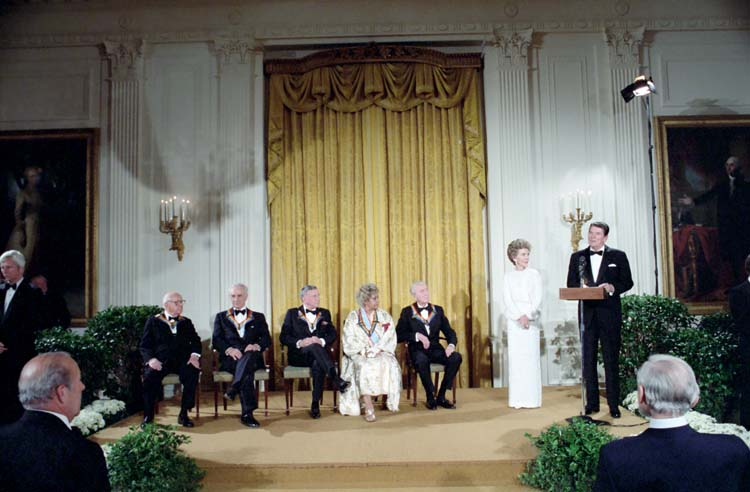
Virgil Thomson bei der Verleihung des Kennedy-Preises im Weißen Haus, 1983

In den 1930er Jahren arbeitete Thomson als Theater- und Filmkomponist. Sein erster Filmauftrag war The Plow That Broke the Plains (finanziert von der United States Resettlement Administration). 1949 gewann er den Pulitzer-Preis für Musik mit seiner Filmmusik zu Louisiana-Legende (Louisiana Story), die er auch zu zwei Konzertsuiten umarbeitete. Darüber hinaus wurde Thomson 1983 der Kennedy-Preis verliehen. 1988 erhielt er die National Medal of Arts von Präsident Ronald Reagan. 
Gertrude Stein, mit der er befreundet war, schrieb die Libretti zu zwei seiner drei Opern: Four Saints in Three Acts (1934) sowie The Mother of Us All (1947). Die  Oper Lord Byron schrieb Virgil Thomson 1967.
Zu seinen weiteren Werken zählen das Ballett Filling Station, Orchesterkompositionen (u. a. drei Sinfonien, Konzert für Flöte, Harfe, Streicher und Schlagzeug, Cellokonzert), Klavier- und Kammermusik sowie Vokalwerke (u. a. drei Messen und ein Requiem). Als Komponist beeinflusste er beispielsweise Aaron Copland.

## Veröffentlichungen (Auswahl)
- A Virgil Thomson Reader. Houghton Mifflin, 1982, ISBN 0-395-31330-9.
- Music, Right and Left. Greenwood Press Reprint, 1969, OCLC 758571125.
- State of Music. 1939 (Neuauflage: Greenwood Press, London, ISBN 0-8371-7258-6).
- mit Minna Retzer, Adalbert Brunner: Musikgeschehen in Amerika. Kasparek, 1948, DNB 455058067.